# 1828 Kashirina
1828 Kashirina (1966 PH) là một tiểu hành tinh vành đai chính được phát hiện ngày 14 tháng 8 năm 1966 bởi L. Chernykh ở Nauchnyj.